# Волик (судно)
«Волик» или «Волич» — парусное судно Азовской флотилии, а затем Черноморского флота Российской империи. Находилось в составе флота с 1775 по 1782 год, во время службы использовалось в качестве транспортного, брандвахтенного и гидрографического по большей части судна в акваториях Азовского и Чёрного морей. Погибло во льдах в ноябре 1782 года под Таганрогом.

## Описание судна
Транспортное трёхмачтовое судно с деревянным корпусом. Длина судна составляла 16,8 метра, ширина 4,9 метра, а осадка 2 метра. Вооружение судна состояло из 10 орудий.
Единственное парусное судно Российского императорского флота с таким названием за всю историю его существования.

## История службы
Парусное судно «Волик» было куплено в 1775 году в Архипелаге, в том же году было переведено в Чёрное, а затем в Азовское море, где вошло в состав Азовской флотилии России.
В кампанию 1776 года использовалось в качестве гидрографического судна в акватории Азовского моря, с борта судна устанавливались вехи и бакены. После чего совершило плавание из Херсона в Константинополь.
С 1777 по 1781 год использовалось для грузовых перевозок между портами Азовского и Чёрного морей, в 1780 году также несло брандвахтенную службу в Таганроге. Летом кампании 1782 года вновь совершило плавание из Херсона в Константинополь.
По возвращении из Константинополя судно по ветхости предполагалось направить на тимберовку, однако в связи с начавшейся в Крыму эпидемией и необходимостью наличия карантинного поста, было направлено из Таганрога к Петрушиной косе для несения брандвахтенной службы у Карантинного дома. На третий день несения службы в 21:00 экипажем судна было замечено обильное движение мелкого льда и выстрелами фальконетов запросил разрешение вернуться в порт. В 23:00 запрошенное разрешение было получено и «Волик» взял курс в таганрогский порт. Однако сильное противное течение и ветер не позволили судну достигнуть порта и оно было вынуждено ночью стать на якорь. К моменту, когда ветер и течение стабилизировались, судно уже было окружено и заперто льдами на расстоянии полутора верст от гавани и было вынуждено оставаться на якоре. К вечеру следующего дня вновь усилившиеся ветер и течение в потоке льда понесли судно в море, к полуночи форштевень «Волика» был пробит льдом, еще через 2 часа он был выброшен на борт на Петрушину косу на расстоянии 8 верст от Европейского маяка. Для удержания судна на месте нижние реи были спущены за борт и одним концом воткнуты в грунт, а другим закреплены к мачтам, также на берег была выброшена часть груза. 20 ноября (1 декабря) 1782 года опасаясь, что восточным ветром судно будет отнесено на глубину, его экипаж в полном составе и «с крайнею опасностию» переправился на берег. Само же судно впоследствии было полностью разбито льдами.

## Командиры судна
Командирами парусного судна «Волик» с составе Российского императорского флота в разное время служили:
- мичман Г. В. Неелов (1776 год)[5];
- лейтенант М. И. Обольянинов (1780 и 1782 годы)[11].